# Musca tempestatum
Musca tempestatum är en tvåvingeart som först beskrevs av Mario Bezzi 1908.  Musca tempestatum ingår i släktet Musca och familjen husflugor. Inga underarter finns listade i Catalogue of Life.